# Elattoneura cellularis
Elattoneura cellularis – gatunek ważki z rodziny pióronogowatych (Platycnemididae). Występuje w Afryce Subsaharyjskiej – od północnej Botswany i Mozambiku do Angoli (dorzecze Konga) i Tanzanii.